# Tarsistes philippii
Tarsistes philippii är en rockeart som beskrevs av Jordan 1919. Tarsistes philippii ingår i släktet Tarsistes och familjen Rhinobatidae. Inga underarter finns listade i Catalogue of Life.